# Долгополов Олександр Федорович
Олександр Федорович Долгопо́лов (1899 або 1900, станиця Романівська, Область Війська Донського — 12 березня 1977, Лагуна Біч, США) — російський військовий і громадський діяч, капітан, учасник Громадянської війни в Росії, діяч Білого руху на Півдні Росії, первопоходник, корніловець. Розвідник і учасник білого підпілля в Харкові в 1919 році.
Емігрант. З 1923 року — в США. Дослідник історії Російської Америки. Голова Союзу первопоходників у Каліфорнії, член правління ПРЕ США, член редколегії журналу «Вісник первопоходника», видавець журналу «Первопоходник».